# Acanthochondria phycidis
Acanthochondria phycidis – gatunek widłonoga z rodziny Chondracanthidae. Jest pasożytem ryb morskich. Opisał go w 1886 roku amerykański biolog Richard Rathbun, nadając mu nazwę Chondracanthus phycidis. Okazy typowe pozyskano ze skrzeli widlaków bostońskich (Urophycis tenuis, syn. Phycis tenuis) złowionych w 1883 roku u wybrzeży wyspy Martha’s Vineyard w amerykańskim stanie Massachusetts.